# Цирульников, Михаил Юрьевич
Михаи́л Ю́рьевич (Моисе́й Ю́хнович) Циру́льников (1907—1990) — советский конструктор артиллерийского вооружения. Лауреат Сталинской премии.

## Биография
Родился 6 (19 сентября) 1907 года в Корсуне (ныне Корсунь-Шевченковский, Черкасская область, Украина) в еврейской семье.
В 1931 году окончил Ленинградскую военно-техническую академию им. Ф. Э. Дзержинского, адъюнкт в ОКБ Артиллерийской академии.
Был арестован и приговорён в 1939 году ОСО НКВД СССР к 8 годам ИТЛ. Направлен в ОТБ («Кресты»), летом 1941 года этапирован в Молотов. В Перми ОТБ из ленинградских «Крестов» вошло в состав завода № 172 (Мотовилиха). С этого момента за ОТБ закрепилось название ОКБ-172, где в пермский период большую роль сыграл М. Ю. Цирульников. Был досрочно освобождён и назначен главным конструктором КБ Мотовилихинского завода. Кандидат технических наук (1946), профессор (1967). Автор более 200 печатных работ.
- В 1941−1945 годах — в КБ № 172 Наркомата внутренних дел СССР (Пермь);
- в 1946−1956 годах — на Пермском машиностроительном заводе: главный конструктор;
- в 1956−1968 годах — в КБ машиностроения (Пермь);
- в 1968−1990 годах — в Пермском политехническом институте: доцент, заведующий кафедрой импульсивных тепловых машин (до 1978)[2], директор — главный конструктор ОКБ «Темп», профессор-консультант[3].

Умер в 6 декабря 1990 года. Похоронен в Перми на Южном кладбище.

## Семья
- Брат-близнец — Давид (Авангард), работал в ЦК ЛКСМ Украины, репрессирован[4].
- Жена — Бэлла Ильинична (1907—1993)[5].
- Дочь — Людмила Михайловна Цирульникова (род. 1932), физик, жена математика и статистика Я. П. Лумельского.
  - Внучки — экономист Мельникова Инна Игоревна, математики Марианна Яновна Пенская и Елена Яновна Браверман[4].
- Сын — Игорь (1937—2021), кадровый военнослужащий[6].

## Разработки
В 1939—1944 годах был руководителем проектов, разрабатываемых 4-м Спецотделом: 45-мм противотанковая пушка М-42 (реализован в 1942), танковая 45-мм пушка ВТ-42 (реализован в 1943), полковая 76-мм пушка ОБ-25 (реализован в 1943), корпусная 152-мм пушка БЛ-7 (реализован в 1943).
В послевоенный период разработал более двадцати опытных образцов и баллистических установок самых различных классов артиллерии: полевой, танковой, самоходной, горной, зенитной и других, из которых 5 артиллерийских систем были приняты на вооружение Советской Армии: 130-мм армейская пушка М-46; 152-мм пушка М-47; 122-мм танковая пушка М-62-Т; 76-мм горно-вьючная пушка М-99; 152-мм зенитная пушка КМ-52.
Также Цирульников участвовал в создании маршевых двигателей межконтинентальной баллистической твердотопливной ракеты РС-12. Занимался вопросами конверсии: использованием устаревших артиллерийских орудий в интересах народного хозяйства. Под его руководством с использованием пушки М-47 создана установка для забивки анкеров и свай (УЗАС-2) и установка для прокладки труб под дорогами.

## Публикации
- Методика расчета пространственных допусков в артиллерийских системах. Л., 1936;
- Теория механизма экстракции стреляных гильз. М., 1950.

## Награды и премии
- орден Октябрьской революции (1977)
- орден Трудового Красного Знамени (1963)
- орден Отечественной войны I степени (1945)
- орден Красной Звезды (1944)
- медали.
- Сталинская премия третьей степени (1946) — за создание и освоение в производстве новых образцов артиллерийского вооружения